# Alaskacephale gangloffi
Alaskacephale gangloffi ("Gangloffs huvud från Alaska") var en art av dinosaurier som tillhörde släktet Alaskacephale, en växtätande benskalledinosaurie som levde under senare delen av campanianskedet under yngre krita, mellan 70 och 80 miljoner år sedan.

## Namn
Alaskacephale namngavs av Robert Sullivan år 2006. Släktnamnet härrör till Alaska, där fossilet upptäcktes i Prince Creek-formationen. Efterleden κεφαλη/cephale är generell för pachycephalosaurier och betyder 'huvud'. Artnamnet, gangloffi, hedrar paleontologen Roland Gangloff, den som hittade fossilet först.

## Beskrivning
Det enda kända exemplaret av A. gangloffi är holotypen, en del av kraniet (squamosal) med en karakteristisk samling av månghörnade knölar. Kraniet liknar det hos Dracorex, men saknar de långa squamosal-taggarna. 
Dimenionerna av dessa rester antyder att A. gangloffi var ungefär hälften så stor som sin släkting Pachycephalosaurus eller en tredjedel så stor som Prenocephale prenes. Därmed skulle den även vara lika stor som P. edmontonensis och P. brevis (Gangloff o. a., 2005).

### Historia
Arten beskrevs ursprungligen av Gangloff (2005) som en odöpt pachycephalosaurin, möjligen härrörande till Pachycephalosaurus. Gangloff beskrev att den funna delen av kraniet hade en söm av kvadrater, ett drag som bara beskrivits hos Pachycephalosaurus. Sullivan (2006) menade att denna "söm" i stället är ett brott hos både Alaskacephale och Pachycephalosaurus. Därmed kan det inte användas för att förena de två släktena.